# Марха (притока Лени)
Марха — річка в Якутії, ліва притока Лени.

## Загальні відомості

Басейн Лени

Протікає Пріленським плато, на території Верхневілюйського і Олекмінського районів. Довжина річки — 346 км, площа водозбірного басейну — 8910 км2. Замерзає в жовтні і залишається під крижаним покривом до травня. Живлення снігове і дощове. Протікає у верхів'ях 6 дрібних озер. У пониззі звивиста. Паралельно Марсі тече інша притока Лени, Мархачан.
За даними спостережень з 1949 по 1966 рік середньорічна витрата води в районі села Марха (22 км від гирла) становить 18,79 м³/с. Висота гирла — 112 м над рівнем моря.[джерело не вказане 1678 днів] Основна притока — Намилджилах (правий).

## Дані водного реєстру
За даними державного водного реєстру Росії і геоінформаційної системи водогосподарського районування території РФ, підготовленої Федеральним агентством водних ресурсів:
- Басейновий округ — Ленський
- Річковий басейн — Лена
- Річковий підбасейн — Лена між впаданням Олекми та Алдана
- Водогосподарська ділянка — Лена від гирла Олекми до водомірного посту селища Покровськ